# 利默里克
利默里克 （Limerick /ˈlɪmrɪk/；愛爾蘭語： Luimneach）是愛爾蘭西部的一個城市，位於香農河河口。是利默里克郡郡治。2006年人口90,778人。

## 友好城市
- 法國 坎佩尔[來源請求]